# 出岐雄大
出岐 雄大（でき たけひろ、1990年4月12日 - ）は長崎県長崎市出身の元陸上競技選手。専門は長距離走・マラソン。2011年第26回ユニバーシアード競技大会男子ハーフマラソン日本代表。長崎県立長崎北陽台高等学校、青山学院大学社会情報学部卒業。中国電力陸上競技部に所属した。

## 来歴
小学校時代に野球経験があり、中学時代はサッカー部に所属していた。長崎北陽台高校に入学後もサッカー部に所属していたが、助っ人として駅伝に出場していた。陸上部顧問の勧誘を受けて陸上部に入部。2年時の佐賀インターハイ3000mSCで決勝進出を果たし、15位の成績を残した。3年時の埼玉インターハイも1500mと3000mSCで全国大会に進んだ。
2009年、青山学院大学に入学。大学4年時の箱根駅伝優勝を目標に大学で陸上競技を続けた。第86回箱根駅伝では1区区間9位でチームの41年ぶりのシード権獲得に貢献した。
2年時は10月の高島平20kmロードレースで実業団選手に競り勝ち58分51秒の記録で優勝。第87回箱根駅伝では2区を担当。11人抜きの快走を見せた。
3年時は4月の第59回兵庫リレーカーニバル10000mで29分04秒16の記録で優勝。8月に深圳で行われた第26回ユニバーシアードハーフマラソンでは6位に入賞、同種目の団体金メダル獲得に貢献した。10月の第23回出雲駅伝は1区区間4位。11月の第43回全日本大学駅伝では2区で10人抜きの快走を見せ、早稲田大学の大迫傑らを抑えて区間賞を獲得した。同月の国際千葉駅伝では日本学生選抜の一員として5区を務めた。第88回箱根駅伝では2区で9人抜きの快走を見せ、1時間07分26秒の記録で区間賞を獲得した。3月の第67回びわ湖毎日マラソンで初マラソンを経験。雨の降る中で30kmまで先頭集団でレースを進め、学生歴代3位となる2時間10分02秒の記録で9位に入った。
4年時は怪我が相次ぎ、6月の第44回全日本大学駅伝関東地区予選会では4組36位と失速し本大会出場権を逃している。しかし怪我から復帰した10月の第24回出雲駅伝では最終6区を務め、初優勝のゴールテープを切った。11月の国際千葉駅伝では2年連続日本学生選抜として5区を担当した。第89回箱根駅伝はふくらはぎの怪我もあり10区を任されたが、区間14位に終わった。
大学卒業後は中国電力陸上競技部に加入。2014年のニューイヤー駅伝では最終7区区間8位の走りでチームの5位入賞に貢献した。
2015年1月の第20回全国都道府県対抗駅伝では長崎県代表として最終7区を担当、区間賞の走りでチームを8位入賞に導いた。
2015年7月のゴールドコーストハーフマラソンでは1時間02分11秒の自己ベストで優勝。
2016年2月の東京マラソン2016では2時間15分49秒で26位に終わる。その後、「箱根（駅伝）以上の目標が見つけられない」と、モチベーションの低下を理由に2016年3月限りで中国電力陸上部からの退部・現役引退を決意。結果的に同レースがラストランとなった。
競技引退後は中国電力で社業に専念。2019年1月3日のTBS系列『消えた天才』に出演し、陸上競技からの引退要因について「元から陸上は好きでも興味もなく、強い思いが有りませんでした。大学時代は原晋監督の魔法に掛かっただけです」「走ることが単純過ぎて何が面白いのかが分からず、キツい猛練習が耐えられなくて嫌いに成りました。中途半端な気持ちで続けては会社に失礼と思いました」と告白。尚、青山学院大の後輩達が箱根駅伝で活躍していることについては「自分から何か学んでくれて生かしてくれたなら、頑張ってきて良かったです。今は後悔無しにやれたと思っています」と笑顔で語っていた。

## ベスト記録
- 5000m - 13分54秒09（2011年6月4日 世田谷陸上競技会）
- 10000m - 29分02秒10（2011年6月25日 第43回全日本大学駅伝・関東地区予選会）
- 20km - 58分51秒（2010年10月24日 高島平・ロードレース）
- ハーフマラソン - 1時間02分11秒（2015年7月5日 ゴールドコーストハーフマラソン）
- マラソン - 2時間10分02秒 (2012年3月4日 びわ湖毎日マラソン)

### 大学駅伝成績
| 年度               | 出雲駅伝                                                  | 全日本大学駅伝                                        | 箱根駅伝                                                      |
| ------------------ | --------------------------------------------------------- | ----------------------------------------------------- | ------------------------------------------------------------- |
| 1年生 （2009年度） | 第21回 （出場なし） （青学大不出場）                      | 第41回 （出場なし） ＜青学大総合15位＞                | 第86回－1区(21.4Km) 区間9位 1時間03分48秒 ＜青学大総合8位＞   |
| 2年生 （2010年度） | 第22回－1区(8.0Km) 区間12位 24分13秒 ＜青学大総合11位＞   | 第42回 （出場なし） （青学大不出場）                  | 第87回－2区(23.2Km) 区間4位 1時間07分50秒 ＜青学大総合9位＞   |
| 3年生 （2011年度） | 第23回－1区(8.0Km) 区間4位 23分04秒 ＜青学大総合10位＞    | 第43回－2区(13.2Km) 区間賞 37分43秒 ＜青学大総合9位＞ | 第88回－2区(23.2Km) 区間賞 1時間07分26秒 ＜青学大総合5位＞    |
| 4年生 （2012年度） | 第24回－6区(10.2Km) 区間3位 29分30秒 ＜青学大総合初優勝＞ | 第43回 （出場なし） （青学大不出場）                  | 第89回－10区(23.1Km) 区間14位 1時間13分19秒 ＜青学大総合8位＞ |

## マラソン全成績
| 年月          | 大会                     | 順位 | 記録          | 備考                                                       |
| ------------- | ------------------------ | ---- | ------------- | ---------------------------------------------------------- |
| 2012年3月4日  | 第67回びわ湖毎日マラソン | 9位  | 2時間10分02秒 | 初マラソン・2012年ロンドンオリンピック選考レース・自己記録 |
| 2016年2月28日 | 東京マラソン2016         | 26位 | 2時間15分49秒 | 2016年リオデジャネイロオリンピック選考レース・ラストラン   |